# Foynes
Foynes (/ˈfɔɪnz/; gaèlic irlandès: Faing) és una localitat i un port important del comtat de Limerick al mig oest de la República d'Irlanda, situada a la vora d'un terreny muntanyós a la riba sud de l'estuari de Shannon. El Saint Senan's GAA és el club de hurling i de futbol gaèlic de la població.
Foynes també és coneguda per la invenció del cafè irlandès, que es va crear a fi d'alleujar el clima fred i humit dels passatgers als anys 1930 i principis dels anys 1940. Brendan O'Regan va establir després la primera botiga lliure d'impostos del món a l'aeroport de Shannon.

## Transport
El port de Foynes compta amb una llarga història. Hi ha una línia de ferrocarril a Limerick via Patrickswell i Raheen, però en desús a causa de la política de l'empresa Iarnród Éireann d'operar el trànsit del port per carretera.

Foynes Port Company es va fusionar amb Shannon Estuary Ports Company l'any 2000 per a formar Shannon Foynes Port Company (SFPC). SFPC és la segona instal·lació portuària més gran d'Irlanda i gestiona més de 10 milions de tones de càrrega anuals a través de les sis terminals actualment operatives.

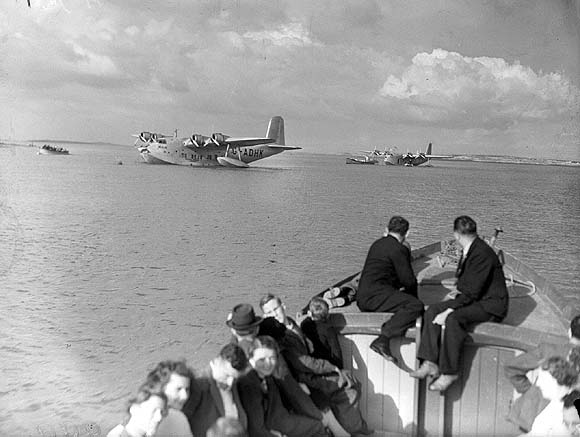
Hidroavions a Foynes el juliol de 1938

A finals de la dècada del 1930 i principis de la dècada del 1940 els avions terrestres encara no estaven preparats per a les travessies atlàntiques i Foynes va ser l'últim port d'escala a la costa oriental per als hidroavions. Com a resultat, Foynes es convertiria en un dels aeroports civils més grans d'Europa durant la Segona Guerra Mundial. L'enginyer Charles Lindbergh va fer els vols de topografia per a les operacions de flying boats el 1933 i s'hi va inaugurar una terminal el 1935. Els primers vols reeixits de prova transatlàntics es van realitzar el 5 de juliol de 1937 amb un servei Pan Am Sikorsky S-42 des de Botwood, a Terranova, i un servei BOAC Short S.23. Van seguir-los els vols a Nova York, Southampton, Montreal, Poole i Lisboa. El primer servei sense escales a Nova York que va funcionar es va realitzar el 22 de juny de 1942 en 25 hores i 40 minuts.

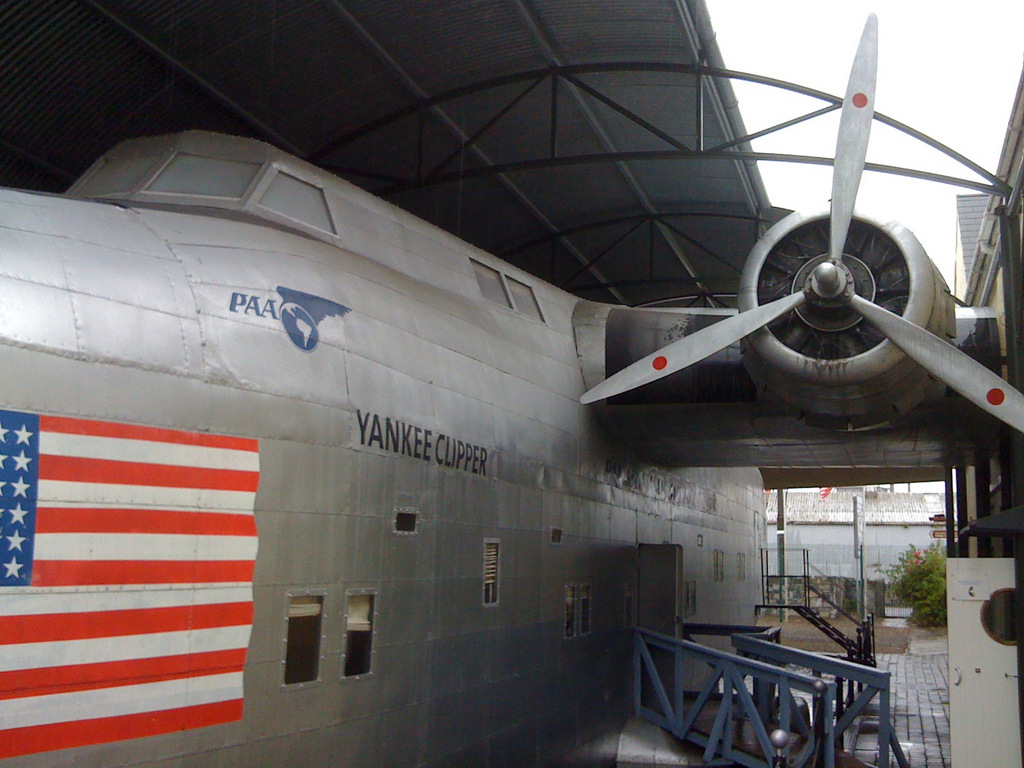
Rèplica d'un flying boat Boeing 314 Clipper

Tot això va començar a canviar arran de la construcció i inauguració l'any 1942 de l'aeroport de Shannon en una torbera a la riba nord de l'estuari. L'estació d'hidroavions de Foynes va tancar el 1946. L'any 1954 es va obrir una escola per a l'aprenentatge de la gaèlic irlandès a l'antiga terminal. El patronat del port va comprar l'edifici el 1980 i el Foynes Flying Boat Museum en va llogar una part el 1988.

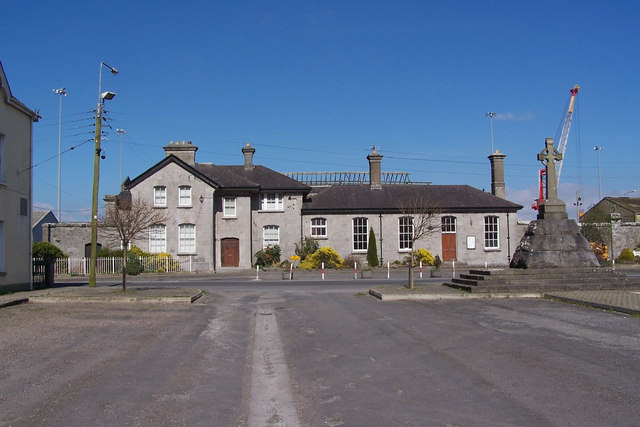
Edifici de l'estació de tren de Foynes

L'estació de ferrocarril de Foynes es va obrir el 29 d'abril de 1858, com a terminal d'una línia des de Limerick, i es va estendre posteriorment a l'oest des de Ballingrane fins a Tralee. L'estació va tancar als passatgers el 4 de febrer de 1963 però va romandre oberta per al trànsit de mercaderies fins al 30 d'octubre de 2000.
La ruta número 314 de Bus Éireann ofereix el trajecte fins a Limerick a través d'Askeaton. En sentit contrari, hi ha autobusos a Glin amb un servei de cap de setmana a Tralee i un servei d'estiu a Ballybunion. Foynes és a prop d'Adare, una ciutat que és patrimoni nacional, i de la ciutat de Limerick. La principal porta d'entrada a la regió és l'aeroport de Shannon. Foynes es troba a la carretera de la costa N69 cap a Tarbert i Tralee, al comtat de Kerry.